# Bloodhounds of the North
«Bloodhounds of the North» — американский короткометражный драматический фильм Аллана Дуона.

## Сюжет
Беженцы из США и Канады, находящиеся в розыске за различные преступления, собрались в горах. Вдруг прибывает мужчина с дочерью Полиной. Растратчик — прирождённый лидер и, к огорчению Джеймса, становится главным. Двое полицейских идут по следам казнокрада. Растратчик, в свою очередь, приказывает своим людям стрелять в полицию.

## В ролях
| Актёр            | Роль |
| ---------------- | ---- |
| Мёрдок МакКуорри |      |
| Полин Буш        |      |
| Уильям Ллойд     |      |
| Джеймс Нилл      |      |
| Лон Чейни        |      |
| Аллан Форрест    |      |